# Holocentrus rufus
Holocentrus rufus är en fiskart som först beskrevs av Johann Julius Walbaum 1792.  Holocentrus rufus ingår i släktet Holocentrus och familjen Holocentridae. Inga underarter finns listade i Catalogue of Life.